# Eunice Pinney
Eunice Pinney   (Simsbury, 1770 - Simsbury, 1849) va ser una artista popular estatunidenca que va desenvolupar la seva activitat a les ciutats de Windsor i Simsbury (Connecticut). Segons l'historiador de l'art Jean Lipman, especialista en pintura popular americana, Pinney i la seva contemporània Mary Ann Willson són considerades dues de les primeres pintores estatunidenques a treballar l'aquarel·la.

## Biografia
Pinney va pertànyer a una influent família de Connecticut i va rebre una acurada educació. Era descendent de Matthew Griswold, qui va emigrar des Kenilworth (Anglaterra) cap a Windsor (Connecticut) en 1639, i es va convertir en un participant actiu en els assumptes polítics de la Colònia. Segons els informes, el matrimoni dels pares de Pinney, nadius de Simsbury, Eunice Viets i Elisha Griswold, «va reunir dues de les famílies i hisendes més considerables de la ciutat». Eunice va ser la cinquena dels vuit fills supervivents de la parella. El seu germà (el segon fill de la parella) va ser Alexander Viets Griswold, qui es va convertir en el primer i únic bisbe episcopal de la Diòcesi dels Estats de l'Est. La seva biografia, A Memoir of the Life of Bishop Griswold, publicada el 1844, ofereix informació sobre Pinney i la seva família. Segons l'autor John S. Stone, Pinney va ser «una dona amb una àmplia experiència lectora» i «gelosament instrumental» en l'organització i manteniment de la seva església episcopal local.
Pinney es va casar, aproximadament en 1790, amb Oliver Holcombe de Granby (nascut el 1769). Holcombe va morir jove, als vint anys d'edat, ofegat a l'intentar travessar un rierol durant un viatge cap a Ohio. Tradicionalment, els estudiosos han assumit que aquest succés va deixar a Pinney com una jove i afligida vídua, però investigacions recents han revelat que el matrimoni va ser abusiu i que abans que Holcombe morís, la parella ja s'havia divorciat. Pinney va tenir dos fills d'aquest matrimoni, Héctor i Sophia Holcombe (Phelps).
En 1797, Pinney es va casar amb Butler Pinney (1766-1850), de Windsor. Sembla que la parella es va establir inicialment a Windsor, però aproximadament en 1844, es va mudar a Simsbury, on Eunice havia nascut. D'aquest matrimoni van néixer tres fills: Norman, Viets Griswold i Minerva Emeline (Bright). Minerva també va ser artista i va ensenyar pintura en una escola a Virgínia durant diversos anys abans del seu matrimoni.
Pinney va morir en Simsbury a l'edat de 79 anys d'edat.

## Trajectòria professional
Totes les aquarel·les signades i datades de Pinney van de 1809 a 1826, el que suggereix als estudiosos que va començar a pintar tard, probablement temps després del seu segon matrimoni i que va realitzar la major part del seu treball a Windsor i Simsbury. Igual que les seves contemporanis Mary Ann Willson i Elizabeth Glaser, Pinney probablement va ser autodidacta. Les aquarel·les que ens han arribat inclouen temes de gènere, paisatges, retrats, al·legories, narracions històriques i religioses i escenes commemoratives, i es caracteritzen per tenir composicions arquitectòniques equilibrades, figures robustes, contorns forts i colors vius. Encara que va estar activa en el segle xix, els seus protagonistes sovint llueixen roba segons la moda del segle xviii. Com ha assenyalat Lipman, «la seva forma de pintar i fins i tot el vestuari de les seves figures pertanyen a la dècada del 1700. (...) No és exagerat considerar-la una persona de segle xviii que va treballar a principis de segle xix».
Moltes de les seves composicions, especialment aquelles amb narracions històriques o literàries poden haver-se basat en gravats populars anglesos. Per exemple, la seva Couple and a Casualty (c. 1815), que pertany a la col·lecció del Museu d'Art Popular Abby Aldrich Rockefeller a Colonial Williamsburg (Virgínia), sembla haver-se basat en un disseny anglès de placa de coure en cotó. Pinney també va poder haver extret els patrons de rars rajoles angleses per inspirar-se. No obstant això, les seves escenes de gènere i pintures commemoratives són totalment originals, exhibeixen un ús sofisticat del color, figures robustes i composicions complexes. Els estudiosos de la pintura estatunidenca com Mary Black i Jean Lipman han comparat el treball de Pinney amb el de Thomas Rowlandson causa del seu vigor i sentit de la teatralitat.
Es desconeix si Pinney va educar a la seva filla Minerva en la tècnica de l'aquarel·la, però, se sap que Pinney va enviar pintures a Minerva quan ensenyava a Virgínia per proporcionar models per als estudiants.

## Col·leccions
Encara que moltes de les obres de Pinney que han sobreviscut són propietat dels seus descendents. Alguns importants exemples han entrat en col·leccions públiques, com la Galeria Nacional d'Art (Washington D.C.) i el Museu d'Art Popular Americà a la ciutat de Nova York.

## Galeria d'imatges

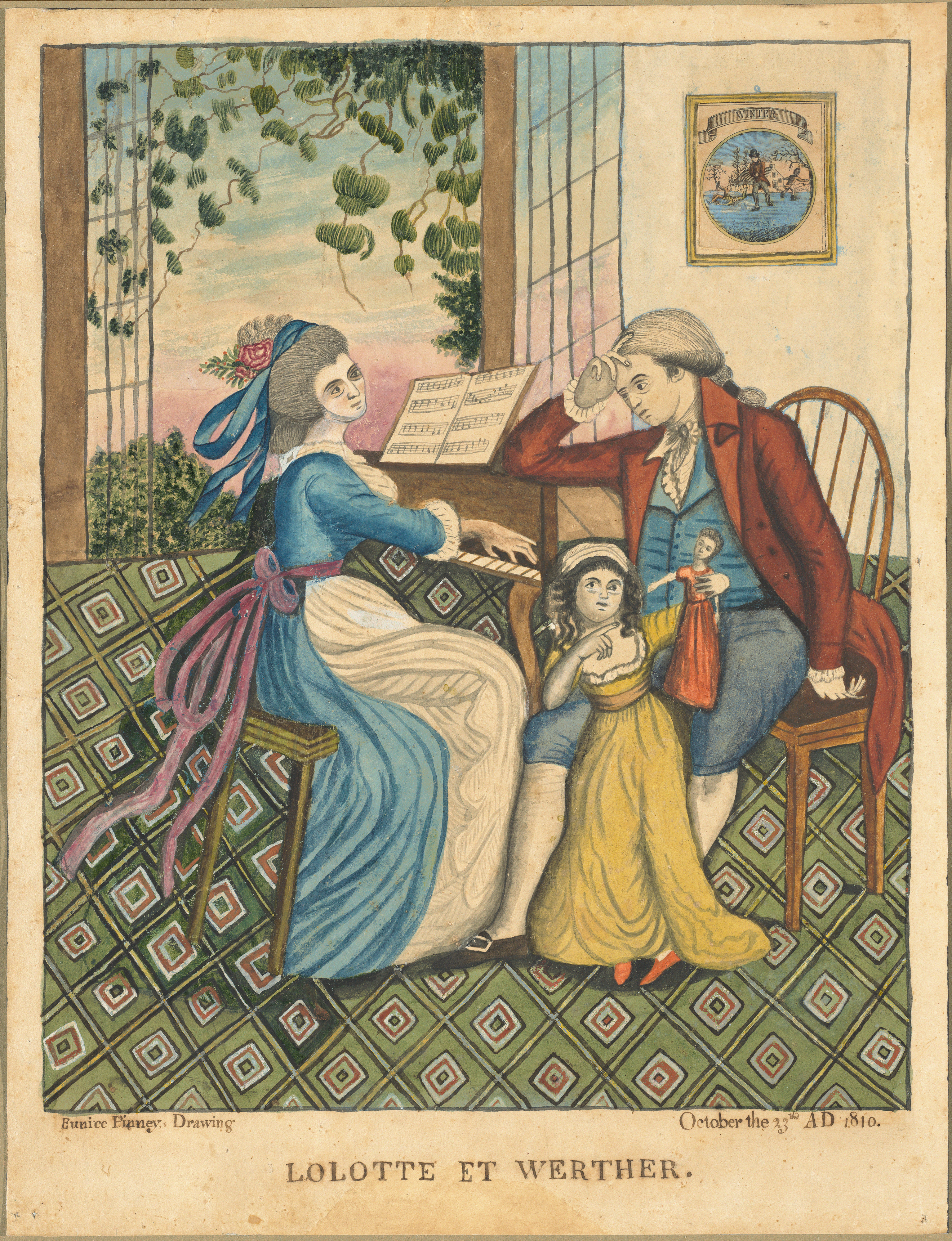
Lolotte and Werthe (1810)
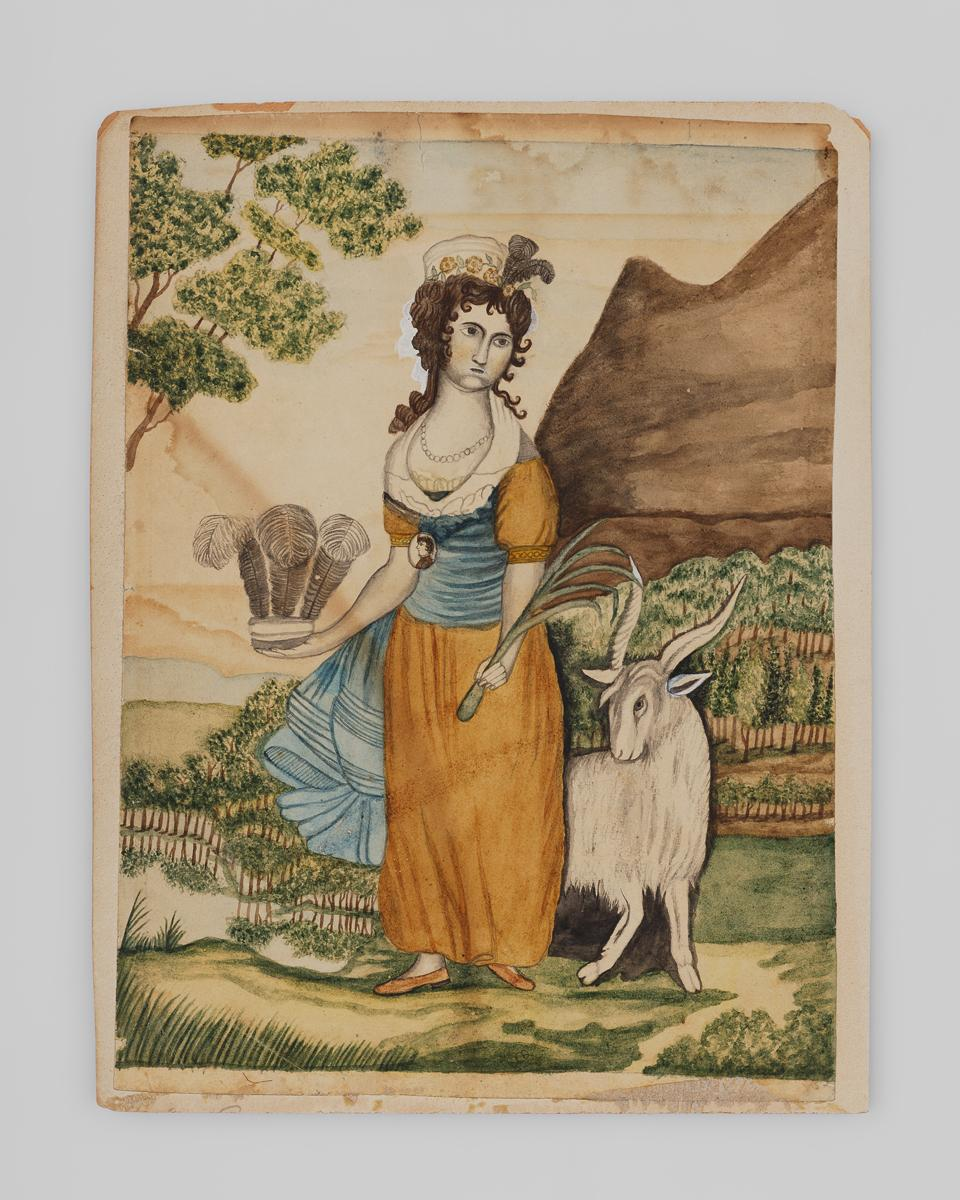
Allegorical Figure (1810 o 1815)
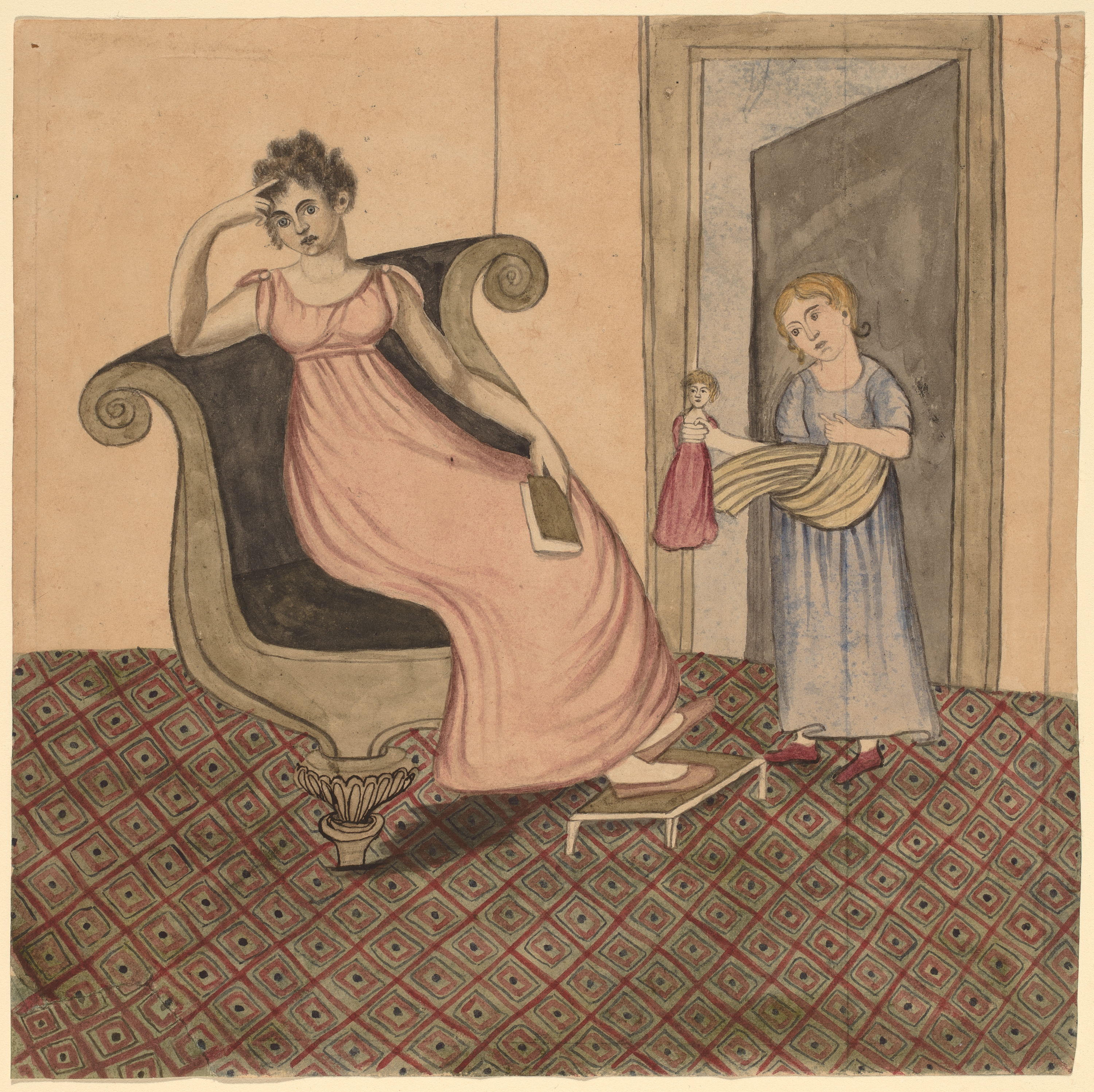
Mother and Child (1815)
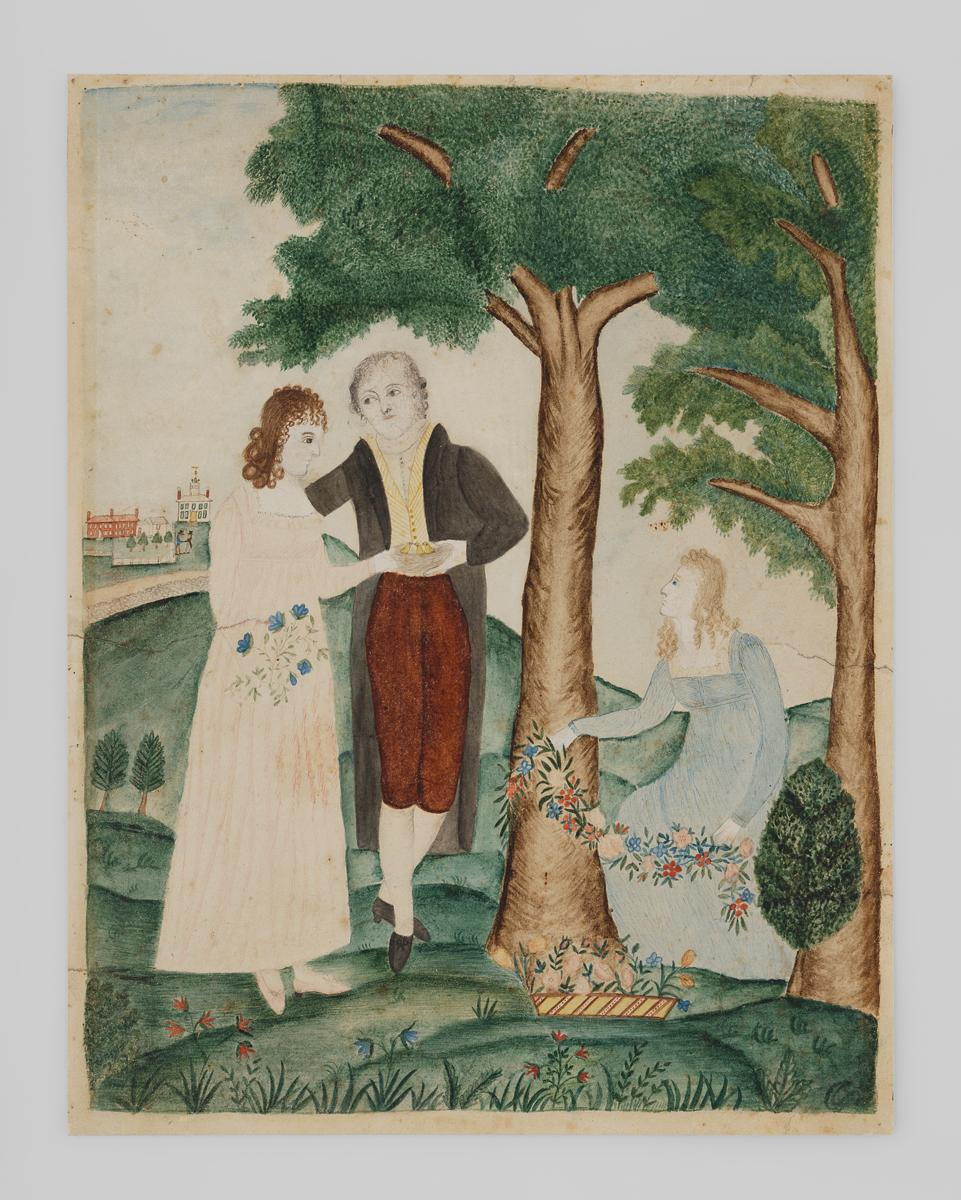
Plenty (1820)
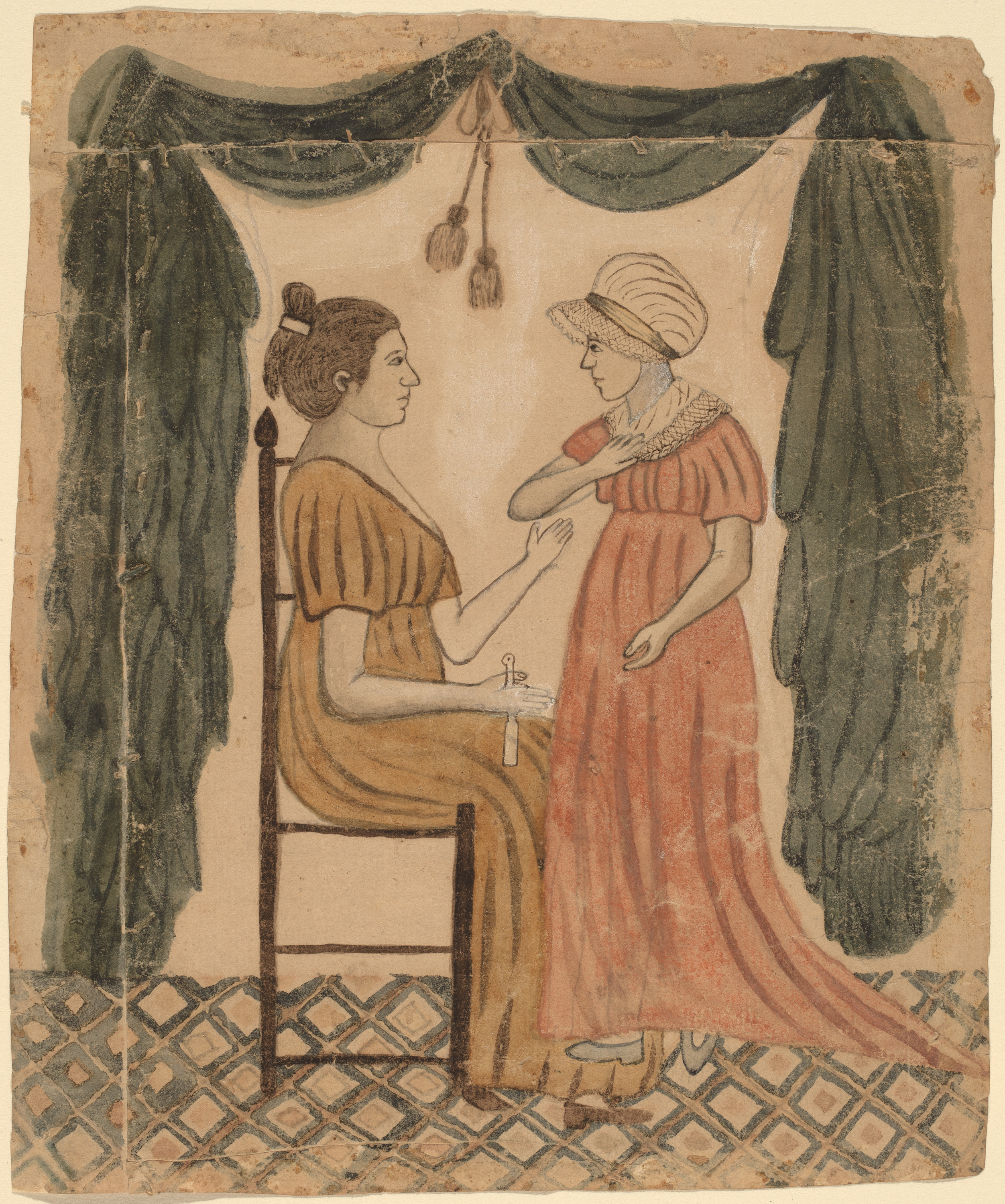
Mother and Child (data desconeguda)